# Пуків
Пу́ків — село в Україні, у Рогатинській міській громаді Івано-Франківського району Івано-Франківської області. Розташоване на автошляху Стрий — Тернопіль (E50 М12), за 7 км від Рогатина. Кількість населення — 1052 особи (2001 рік).

## Історія

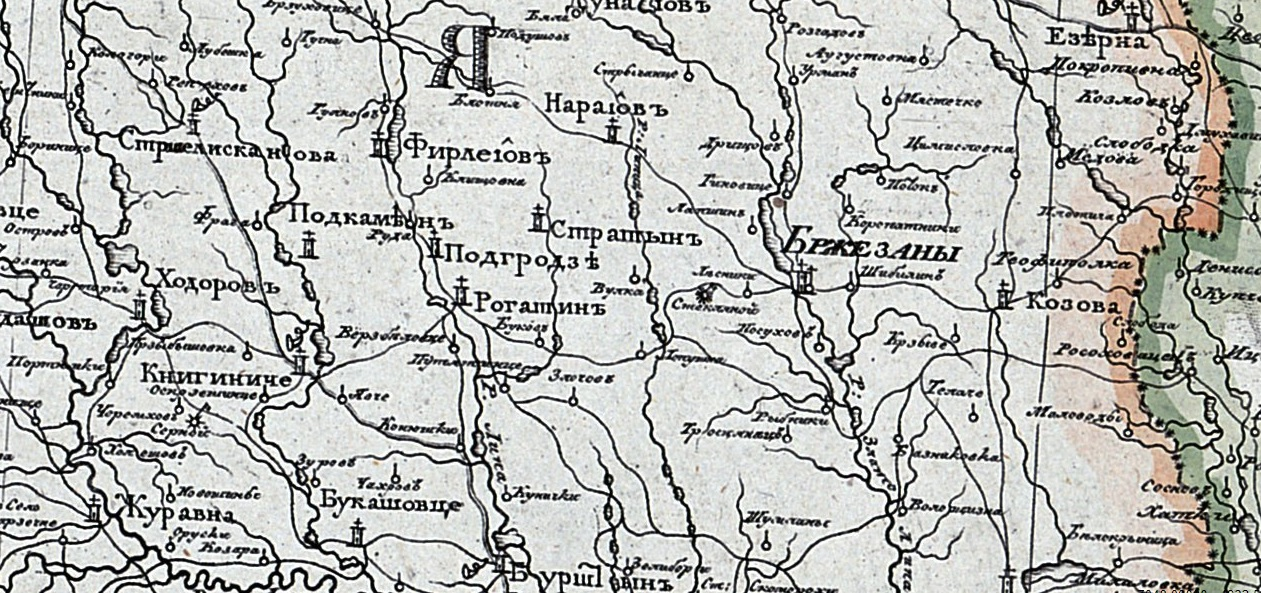
Рогатин та Пуків на мапі 1810 року - Map of Galicia ca. 1810

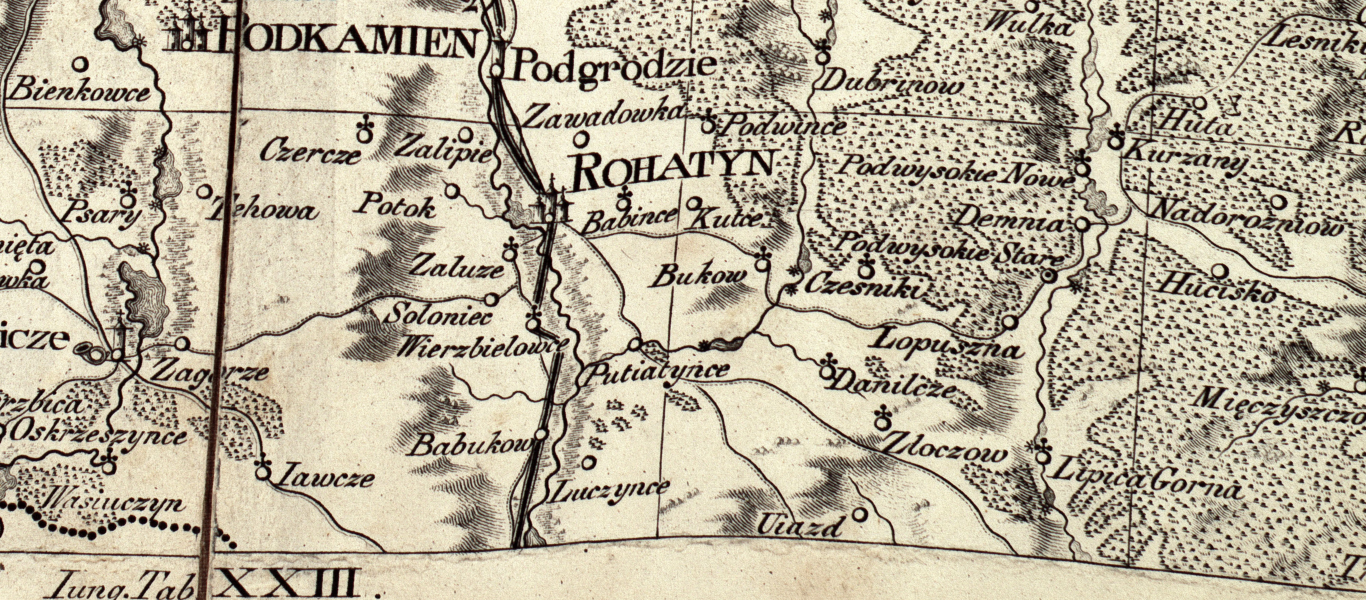
Рогатин та Пуків на мапі 1824 року. Пуків на мапі позначено як Bukow

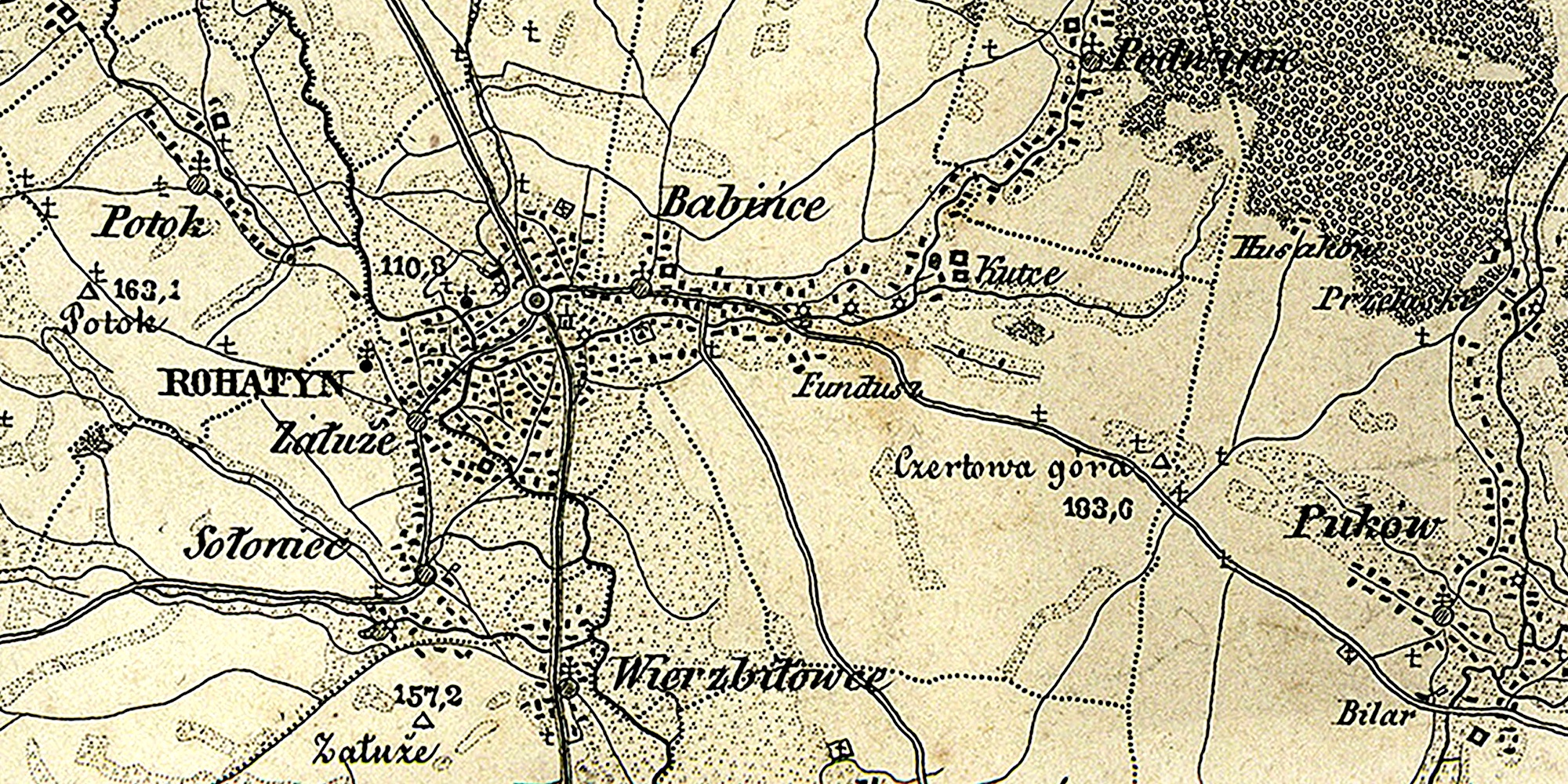
Мапа де позначено Пуків 1855 року - Регіональна мапа 1855 року – одна з багатьох із серії історичних мап, використаних як накладені шари, з проекту Рогатин на мапах

Перша писемна згадка про село Пуків датується 1419 роком в Литовській метриці "Мартикулярум Реґні, Полонія сумарія"(Matricularum Regni Poloniae summaria), видання 1910 року (т.І, ст.334). Перевидана в 1915 році (сторінка 377).
Писемна згадка в письмових джерелах про село датується 10 лютого 1438 року. Миколай Парава віддав частину села шляхтичу Миколаю з Дзержанова (Нурська земля) гербу Гримала, який пізніше набув інші частини маєтку в селі заставою та став підписуватись «з Пукова», або «Пуковський».
Писемна згадка в "Історії міст і сіл Івано Франківської області" датується 1443 роком Пшемислав Домбровський "Хроніка повіту Рогатинського".
Писемна згадка про Пуків 1448 року в першому томі "Рогатинські землі" що вийшов в друк 1989 році в Нью-Йорку: " Документ, що його маємо, в якому подибується назва села, є 1448 рік. В архіві Римської Конгрегації для Поширення Віри є список парохій і парохів.
У податковому реєстрі 1515 року в селі документується млин і 4 ланів (близько 100 га) оброблюваної землі.
Село віддавна було багатолюдним. У довоєнні часи чимало його мешканців виїхало в Канаду шукати кращої долі. Під час Першої світової війни до австрійського війська мобілізовано 180 чоловіків, у селян реквізовано 70 пар коней.
Суддя земський галицький Миколай — представник роду Хотимирських (Хоцімірських) власного гербу, — син галицького земського писаря, посідав село (також Дубовець), зокрема, у 1554 році.
Ґабріель Сільніцький отримав село у дідичну власність.
1 жовтня 1931 р. значна частина земель села передана розпорядженням міністра внутрішніх справ сусідньому Добриніву.
У 1939 році в селі проживало 1990 мешканців (1960 українців, 20 поляків, 5 латинників, 5 євреїв).
На околиці села (хутір Переліски) в 1945—1946 роках була штаб-квартира Головнокомандувача УПА Романа Шухевича.
12 червня 2020 року, відповідно до Розпорядження Кабінету Міністрів України  № 714-р «Про визначення адміністративних центрів та затвердження територій територіальних громад Івано-Франківської області», увійшло до складу Рогатинської міської громади.
19 липня 2020 року, в результаті адміністративно-територіальної реформи та ліквідації Рогатинського району, село увійшло до складу новоутвореного Івано-Франківського району.

## Пам'ятки

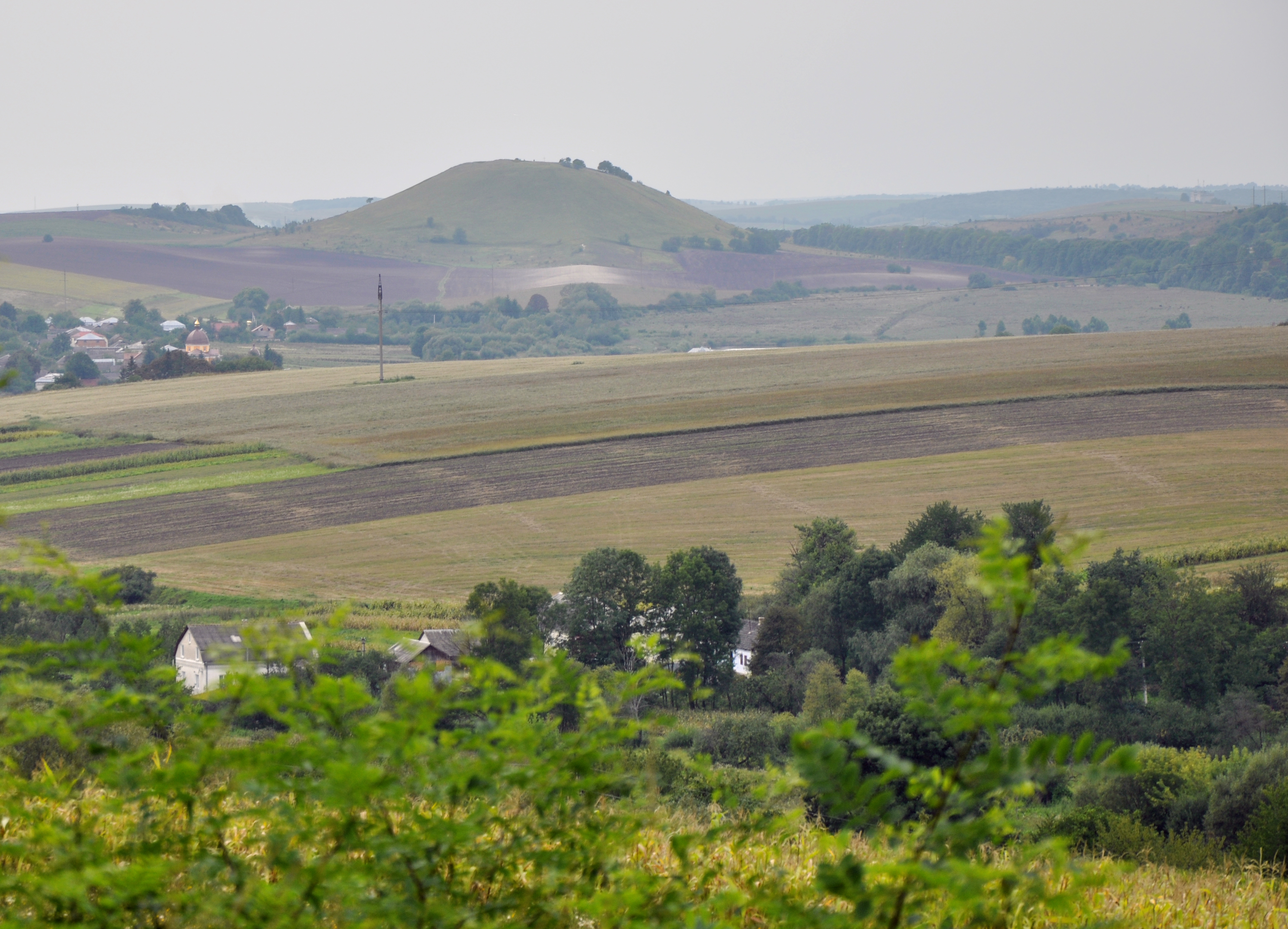
Чортова Гора

У селі збереглася плебанія, збудована, як свідчать старожили, ще 200 років тому; її 1886 р. ремонтували. Це зафіксовано у написі на фронтоні двосхилого ґанку, що на головному фасаді.
- На захід від села розташована ботанічна пам'ятка природи «Чортова Гора», на північ — лісовий заказник Журитин.

## Відомі люди
- Андрій Білоус (26.11.1982, Пуків — 31.10.2014, Кримське, Новоайдарський район, Луганська область)  — загиблий у бою з російським агресором боєць 24 механізованої Яворівської бригади[11].
- Федір Даниляк — український хореограф
- Мирослав Боришевський — український психолог.
- о. Іван Музичка (15 листопада 1921, Пуків ― 22 лютого 2016, Рим) ― релігійний діяч, священик УГКЦ, доктор богослов'я, письменник; перед висвяченням санітар і перекладач у дивізії СС «Галичина».
- Богдан Онуфрик (*15.04.1958, с. Пуків)  — український політик і журналіст; Народний депутат України VIII скликання, заслужений журналіст України.